# Liechtensteinische Landesbibliothek

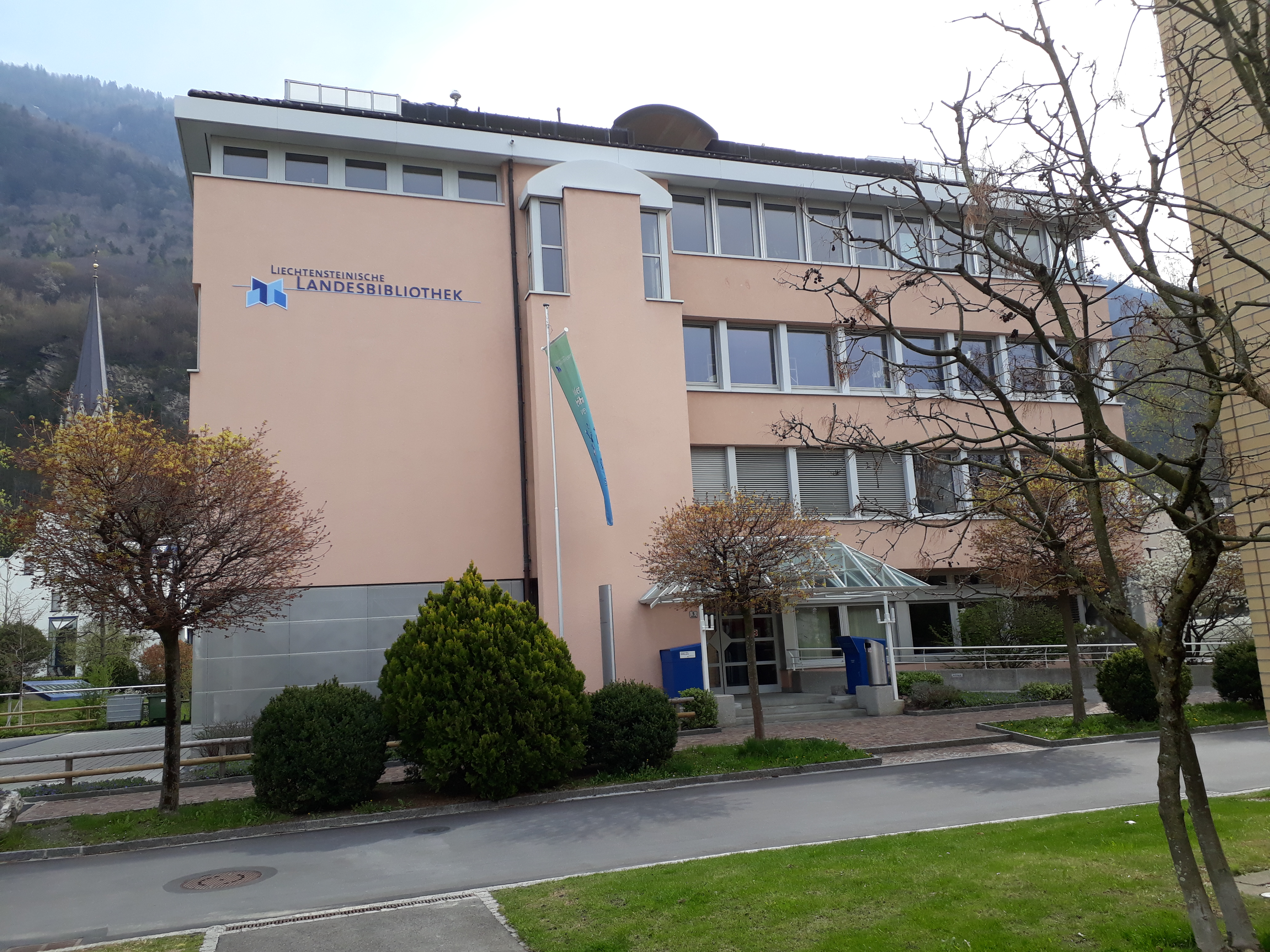
Liechtensteinische Landesbibliothek

Die Liechtensteinische Landesbibliothek ist die Nationalbibliothek Liechtensteins mit Sitz in Vaduz.

## Gesetzliche Grundlage und Aufgaben

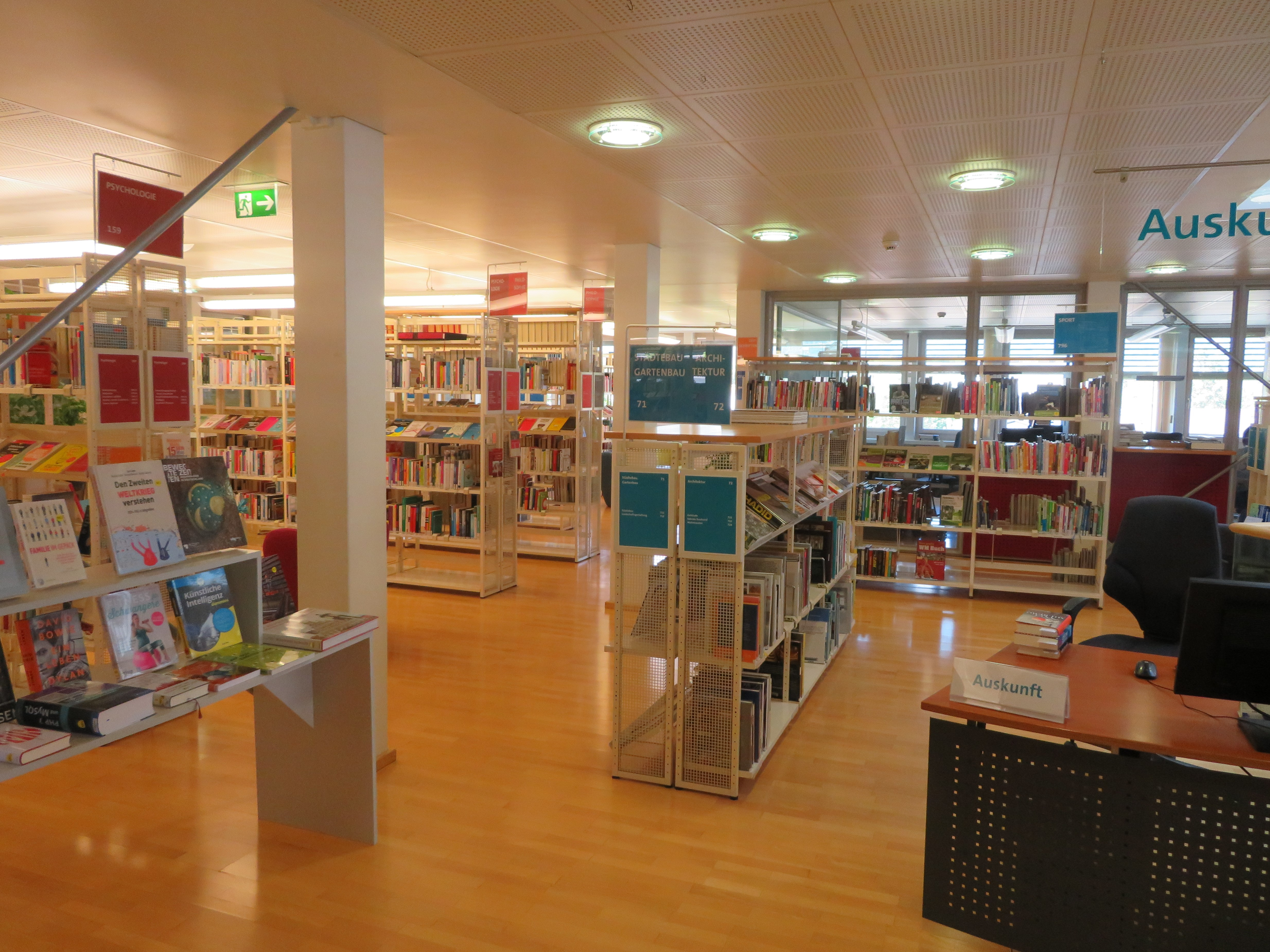
Blick in die Räume der Landesbibliothek

Gegründet wurde die Landesbibliothek durch das Gesetz betreffend die Errichtung einer Liechtensteinischen Landesbibliothek im Jahr 1961 als Stiftung des öffentlichen Rechts (Landesgesetzblatt Nr. 25 vom 14. November 1961). Auf Grundlage dieses Gesetzes verfügt die Landesbibliothek auch über das Pflichtexemplarrecht. Als Organe wurden ein Stiftungsrat, eine Bibliothekskommission sowie ein Bibliothekar vorgesehen. Die Mitglieder des Stiftungsrates werden von der Regierung bestellt, die auch das Aufsichtsorgan der Stiftung ist. Erster Landesbibliothekar wurde Robert Allgäuer. Die 1906 gegründete Landeslehrerbibliothek wurde als eigene Abteilung unter Verwaltung einer von der Lehrerkonferenz gewählten dreiköpfigen Kommission und unter Aufsicht des Landesschulrates integriert. Das Amt des Bibliothekars als Leiter der Landesbibliothek wurde in Personalunion durch den Landesarchivar ausgeübt, ehe im Jahr 2001 eine Statutenänderung zur Trennung dieser beiden Funktionen erfolgte.
Sie verbindet die Aufgaben einer Nationalbibliothek mit denen einer wissenschaftlichen und einer öffentlichen Bibliothek. Als Nationalbibliothek sammelt die Institution Druckwerke sowie Bild- und Tondokumente, deren Urheber Liechtensteinerinnen und Liechtensteiner sind oder die Liechtenstein und seine Nachbarschaft zum Gegenstand haben. Ausserdem fungiert die Landesbibliothek als Patentbibliothek für das Fürstentum Liechtenstein und bietet als solche Zugang zu umfassenden internationalen Patentinformationen. Als wissenschaftliche Bibliothek unterstützt sie Forschende, Studierende und Lernende in ihrer Wissensarbeit. So können beispielsweise alle Dissertationen der Absolventen der Privaten Universität im Fürstentum Liechtenstein ausgeliehen werden.
Die Landesbibliothek hat während der Öffnungszeiten die jeweils gültige Fassung der in Liechtenstein anwendbaren EWR-Rechtsvorschriften und der Schweizerischen Rechtsvorschriften zur Einsichtnahme und zum (gebührenpflichtigen) Ausdruck zur Verfügung zu stellen.

## Bestand

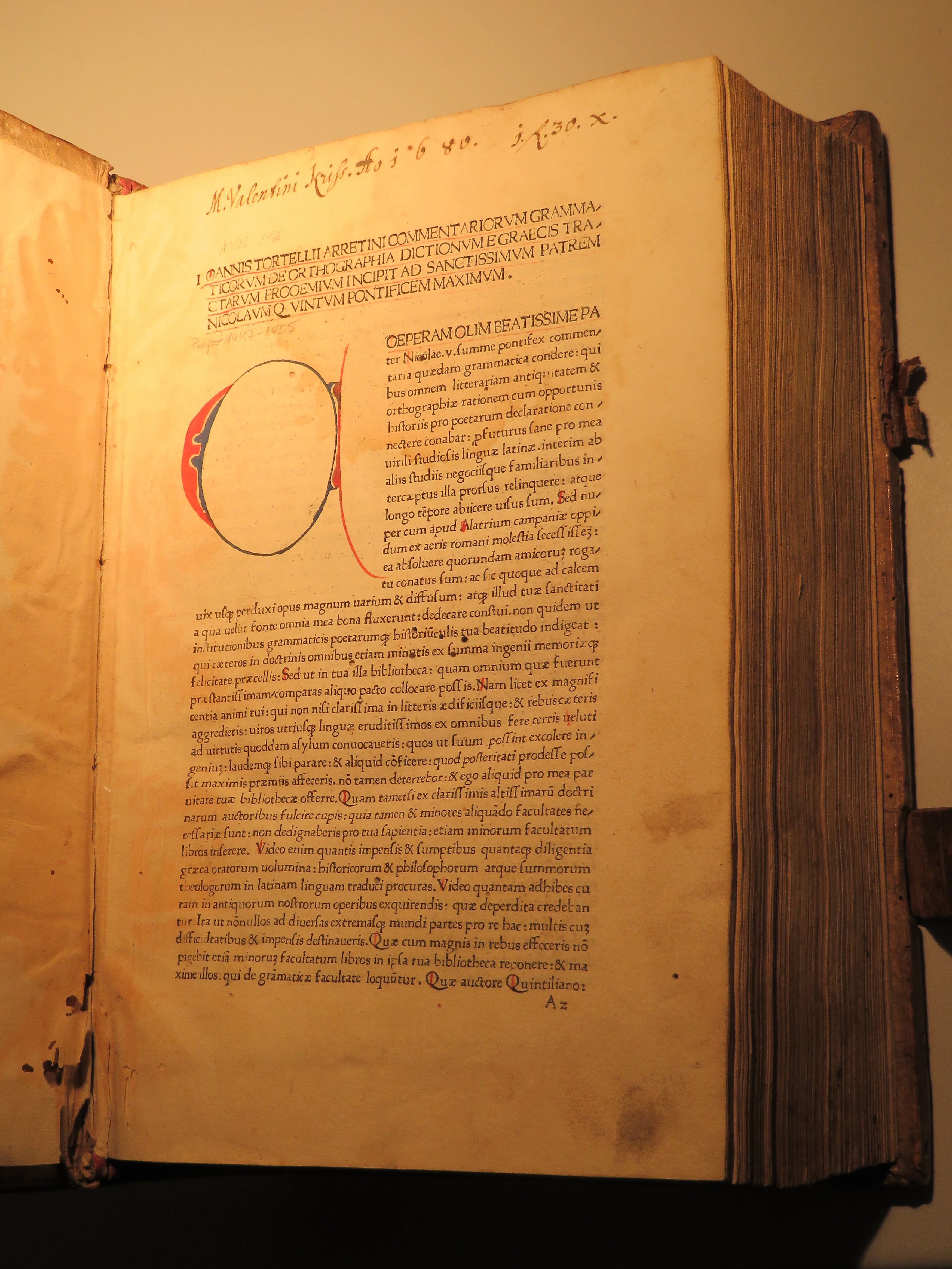
Textanfang der Inkunabel «De orthographia», 1477 von Hermann Liechtenstein in Treviso gedruckt

Ende 2024 umfasste der katalogisierte Medienbestand 228'298 Exemplare. Im selben Jahr wurden 186'295 Ausleihen verzeichnet und die Bibliothek zählte 51'033 Besucherinnen und Besucher. 
Die Landesbibliothek bietet über ihr Online-Bibliothekssystem „NetBiblio“ Zugriff auf Bestände aller öffentlichen sowie weiteren liechtensteinischeren Bibliotheken. Zusätzlich werden Katalogeinträge durch Wikipedia-Artikel ergänzt.
Die Liechtensteinische Nationalbibliothek ist assoziiertes Mitglied des Informationsverbundes Deutschschweiz. Seit August 2010 bietet die Landesbibliothek durch das Projekt eLiechtensteinensia Zugriff zum Inhalt des Jahrbuchs des Historischen Vereins für das Fürstentum Liechtenstein, den alten Landeszeitungen sowie weiteren Publikationen aus Liechtenstein.

## Infrastruktur
Die Landesbibliothek beschäftigte laut ihrem Jahresbericht 2024 15 Mitarbeitende, darunter ein in Ausbildung zu Informations- und Dokumentationsassistentinnen. Die Landesbibliothek ist die einzige Ausbildungsstelle in Liechtenstein für den Beruf des I+D-Assistenten.
Nach einem Beginn 1962 in drei Zimmern in der Landesschule übersiedelte die Bibliothek 1968 in das damalige AHV-Gebäude im Gerberweg 5. Es folgten Ausbauten im Jahr 1986 und weitere in den Jahren 1997/98. In Schaanwald befindet sich seit Frühjahr 2020 ein Aussendepot, in dem mehr als die Hälfte des Bestandes eingelagert ist.
Der Liechtensteinische Landtag hat im Mai 2019 beschlossen, dass die Liechtensteinische Landesbibliothek das ganze Post- und Verwaltungsgebäude Vaduz ab Herbst 2026 als neuen Standort erhalten soll. Das Gebäude bietet genügend Platz für die Landesbibliothek, alle Medien werden sich unter einem Dach befinden. Zudem ist das Gebäude zentral gelegen und verkehrsmässig gut erschlossen. Das Architekturbüro Morger Partner Architekten AG mit Sitz in Basel hat im Jahr 2022 einen entsprechenden Wettbewerb zur Umgestaltung des bestehenden Gebäudes gewonnen.